# Poophilus grisescens
Poophilus grisescens is een halfvleugelig insect uit de familie Aphrophoridae. De wetenschappelijke naam van deze soort is voor het eerst geldig gepubliceerd in 1853 door Schaum.